# Șepelivka, Hlobîne
Șepelivka (în ucraineană Шепелівка) este un sat în orașul raional Hlobîne din regiunea Poltava, Ucraina.

## Demografie
Componența lingvistică a localității Șepelivka
     Ucraineană (95,73%)
     Rusă (3,56%)
     Alte limbi (0,71%)
Conform recensământului din 2001, majoritatea populației localității Șepelivka era vorbitoare de ucraineană (95,73%), existând în minoritate și vorbitori de rusă (3,56%).